# تحقيق (فلم)
تحقيق هو فيلم مصري، من تأليف نجيب محفوظ وإخراج ناجي أنجلو، بطولة كل من محيي إسماعيل، ميمي جمال، نبيل بدر، سمير غانم، ماجدة الخطيب، نادية رفيق، أحمد بدير.

## ملخص القصة
يذهب مريض نفسي لبيت موظفة سيئة السمعة لكنها تُقتل بعد أن طلبت منه الاختباء. ويظل المحققون يبحثون عن القاتل ويشكون في ناس كُثر في مسار التحقيق طيلة الوقت.

## طاقم العمل

### تمثيل
- محيي إسماعيل (سامي)
- ميمي جمال (إنعام)
- نبيل بدر
- سمير غانم (ضيف شرف)
- ماجدةالخطيب (شخصيتها الحقيقية)
- نادية رفيق (أم سامي)
- أحمد بدير
- عبدالغني النجدي
- مصطفى الشامي
- أحمد أباظة
- مراد سليمان
- سلامة إلياس
- علي قاعود
- مصطفى الكواوي
- صافيناز الجندي (حسنية)
- تغريد عبد الحميد (تغريد علي)
- هدى زكي
- بدرية عبد الجواد
- حلمي عبد الوهاب (محمود الفراش)
- إلهام شاهين
- عزت الأمير
- شوقي شامخ
- رأفت فهيم (عبد الصمد)
- فاطمة لطفي
- بثينة عبد النبي
- سعيد عمارة
- سامي واصف
- عواطف رمضان

### تأليف
- نجيب محفوظ (مؤلف)
- عاطف بشاي (سيناريو وحوار)

### إخراج
- ناجي أنجلو (مخرج)[1][2][2]